# Ардингелли, Мария
Мария Анджела Ардингелли (итал. Maria Angela Ardinghelli, 28 мая 1728, Неаполь — 17 февраля 1825, Неаполь) — итальянская переводчица и естествоиспытательница.

## Биография
Она родилась в Неаполе в дворянской семье флорентийского происхождения. её отец, Никколо Ардингелли, был лишен наследства и всех дворянских привилегий из-за неравного брака с Катериной Пичилло. Тем не менее, его дочь получила прекрасное домашнее образование, изучая кроме латыни, риторики и поэзии, также философию, геометрию и математику у лучших преподавателей Неаполя.
После открытия Питером Виндлером кабинета по изучению электромагнетизма в Неаполе в 1747 году, Ардингелли незамедлительно оказалась в кругу естествоиспытателей и была изображена на одной из гравюр, посвященных данным опытам. Она переписывалась с членами Парижской академии наук, в частности, с математиком Алекси Клодом Клеро и физиком Жаном-Антуаном Нолле, разыскавшего её в Неаполе в 1749 году.
В 1753 году Ардингелли стала известна благодаря своему переводу с французского на итальянский язык переписки Нолле с Бенджамином Франклином, посвященной электричеству. Ардингелли также знали в научных кругах благодаря переводам на итальянский язык двух научных трудов английского физика Стивена Гейлса по ботанике и химии, сделанным на основе французского перевода этих трудов ученым Франсуа Буасье де Соваж де ла Круа.
На одной из стен в конференц-зале Французской академии наук находится медальон с её изображением работы французского скульптора Жана-Жака Каффиери, что весьма необычно, поскольку в академию женщины не допускались. Предположительно, неофициально Ардингелли считалась членом-корреспондентом академии. Она активно участвовала в научной жизни при дворе неаполитанских королей Карла III и Фердинанда I. Во время своей поездки в Италию в 1765 году её навестил также французский астроном Жозеф Жером де Лаланд.
После своего выхода замуж за адвоката Карло Криспо Мария Ардингелли перестала активно заниматься научной работой, переключившись на помощь мужу. Во время революционных событиях 1799 года супруги покинули Неаполь. В эмиграции её супруг умер. Мария вернулась домой во времена правления Наполеона и дожила до преклонного возраста —- почти 97 лет.